# 국제 색채 학회
국제 색채 학회(International Colour Association, Association Internationale de la Couleur, AIC, 또는 Internationale Vereinigung für die Farbe)는 색의 모든 측면에 대한 연구를 장려하고, 이 연구를 통해 얻은 지식을 전파하며, 과학, 예술, 디자인 및 산업 분야의 문제 해결에 국제적으로 적용을 촉진하는 것을 목표로 하는 학회이다. AIC는 또한 국제 조명 위원회(CIE), 국제 표준화 기구(ISO), 국제 광학 위원회(ICO)와 같이 기존 국제 기구들과 색과 관련된 문제에 대해 긴밀히 협력하는 것을 목표로 한다. AIC는 이러한 기관의 작업을 중복하지 않으며, 그들의 책임을 맡으려고 하지 않는다. 2009년에 AIC는 세계 색의 날 제정을 합의했으며, 이 날은 전 세계 여러 나라에서 기념되고 있다.

## 역사
AIC는 1967년 6월 21일 미국 워싱턴 D.C.에서 제16차 CIE(Commission Internationale de l’Éclairage) 회의 중에 설립되었다. 역대 회장은 시간 순서대로 다음과 같다.
- 윌리엄 데이비드 라이트(1967-1969, 영국)
- 이브 르 그랑(1970-1973, 프랑스)
- 타로 인도(일본어판) (1974-1977, 일본)
- C. 제임스 바틀슨 (1978-1981, 미국)
- 로버트 윌리엄 G. 헌트 (1982-1985, 영국)
- 하인츠 테르스티게 (1986-1989, 독일)
- 앨런 R. 로버트슨 (1990-1993, 캐나다)
- 루시아 R. 론치 (1994-1997, 이탈리아)
- 이케다 미츠오 (1998-2001, 일본)
- 폴라 J. 알레시 (2002-2005, 미국)
- 호세 루이스 카이바노 (2006-2009, 아르헨티나)
- 베리트 베르그스트롬 (2010-2013, 스웨덴)
- 하비에르 로메로 (2014-2015, 스페인)
- 닉 하크니스 (2016-2017, 오스트레일리아)
- 티엔-라인 리 (2017-2019, 대만)
- 비엔 청 (2020-2021, 영국)
- 레슬리 해링턴 (2022-2024, 미국)
- 마우리치오 로시 (2024-2025, 이탈리아)

## 학술 대회
AIC는 4년마다 국제 색채 학술 대회를 개최한다. 또한 학술 대회 2년 후 개최되는 중간 회의와 학술 대회 1년 및 3년 후 개최되는 임시 회의를 주관한다. 학술 대회에서는 색과 관련된 모든 주제와 분야의 독창적인 논문이 발표된다. 반면, 임시 및 중간 회의는 주제 중심적이며, 각 회의는 색의 특정 측면에 집중한다. 학술 대회 및 회의에서 발표된 논문은 회의록으로 출판되며, 대부분은 웹사이트에서 무료로 이용할 수 있다.

## 회원 및 집행 위원회
AIC의 정회원은 각 국가 또는 지역의 색채 협회이다. 또한, 개인 회원(개인) 및 준회원(기타 관련 국제 학회)을 두고 있다.
AIC 집행 위원회는 회장, 부회장, 총무/회계 담당, 그리고 4명의 일반 위원 등 총 7명으로 구성된다. 이 위원회는 7명의 위원이 모두 다른 국가 출신이어야 하며, 전체 학술 대회 및 중간 회의에서 열리는 총회를 통해 2년마다 선거를 통해 갱신된다.

## 딘 B. 저드 상
1975년부터 AIC는 2년마다 개별 연구자 또는 소규모 연구자 그룹에게 색채 과학 분야의 뛰어난 업적을 인정하여 국제적인 상인 딘 B. 저드 상을 수여한다. 선정 절차는 AIC 회원들의 추천과 과거 수상자로 구성된 위원회의 후보자 이력 분석을 포함하는 엄격한 과정이다. 이 상을 수상한 색채 연구자들은 다음과 같다.
- 1975: 도로시 니커슨(미국)
- 1977: 윌리엄 데이비드 라이트 (영국)
- 1979: 귄터 비제키(독일, 미국, 캐나다)
- 1981: 만프레트 리히터(독일어판) (독일)
- 1983: 데이비드 맥아담(미국)
- 1985: 레오 허비치 및 도로시아 제임슨(미국)
- 1987: 로버트 윌리엄 G. 헌트 (영국)
- 1989: 타로 인도 (일본, 미국)
- 1991: 요하네스 J. 보스 및 피터 L. 발라벤 (네덜란드)
- 1993: 나요시 나야타니(일본어판) (일본)
- 1995: 하인츠 테르스티게 (독일)
- 1997: 앤더스 하드(스웨덴어판), 구나르 톤퀴스트(스웨덴어판) 및 라스 시비크 (스웨덴)
- 1999: 프레드 W. 빌마이어 주니어 (미국)
- 2001: 로베르토 다니엘 로자노 (아르헨티나)
- 2003: 이케다 미츠오 (일본)
- 2005: 존 B. 허칭스 (영국)
- 2007: 앨런 R. 로버트슨 (캐나다)
- 2009: 아르네 발베르그 (노르웨이)
- 2011: 루시아 론치 (이탈리아)
- 2013: 로이 S. 번스 (미국)
- 2015: 프랑수아 비에노 (프랑스)
- 2017: 밍 로니어 루오 (영국)
- 2019: 야구치 히로히사 (일본)
- 2021: 존 맥칸 (미국)
- 2023: 롤프 게오르크 큐니 (미국)
- 2025: 호세 루이스 카이바노 (아르헨티나)